# Cinquanta
El cinquanta és un nombre natural que s'escriu L o 50 depenent del sistema de numeració. És un nombre parell que segueix el quaranta-nou i precedeix el cinquanta-u. Cinquantejar és tenir a prop de cinquanta anys, i cinquantí és que ja els ha complert. Cinquantenari és l'aniversari de cinquanta anys. Cinquantenni és un període de cinquanta anys.
Ocurrència del cinquanta:
- Designa l'any 50, el 50 aC i la dècada del 1950
- Les noces d'or d'un matrimoni
- El nombre de boletes o comptes d'un rosari
- Representa la meitat (50% en els percentatges)
- És el nombre atòmic de l'estany.
- Cinquanta dies dura la Pentecosta o Cinquagesma.
- En les antigues milícies catalanes anteriors a la Nova Planta, un cinquantè era unitat organitzada en desenes comandada per un cinquantener.
- És el nombre més petit que es pot expressar com a suma de dos quadrats de dues maneres diferents: 5² + 5² = 7² + 1² = 50